# Khalil al-Hayya
Khalil al-Hayya (Arabisch: خليل الحية)  (Gaza-Stad, 5 november 1960), is een vooraanstaande Palestijnse politicus en een belangrijke leider binnen Hamas. Hij is de waarnemend voorzitter van het Politiek Bureau van Hamas, een functie die hij in oktober 2024 op zich nam na de dood van Yahya Sinwar. Al-Hayya is ook lid van de Palestijnse Wetgevende Raad, waar hij sinds 2006 Gaza-Stad vertegenwoordigt.

## Vroege leven en opleiding
Al-Hayya behaalde een bachelorgraad aan de Islamitische Universiteit van Gaza, een master in Hadith aan de Universiteit van Jordanië, en een doctoraat in de Hadith- en Soennawetenschappen aan de Universiteit van de Heilige Koran en Islamitische Wetenschappen in Soedan. Hij sloot zich aan bij Hamas tijdens de Eerste Intifada, na het afronden van zijn studie.

## Politieke carrière
Al-Hayya is al jarenlang actief binnen Hamas en bekleedde diverse leidinggevende functies. In augustus 2024 werd hij benoemd tot plaatsvervangend voorzitter van het Politiek Bureau van Hamas, als opvolger van de overleden Saleh al-Arouri. Na de dood van Sinwar in oktober 2024 werd hij lid van een vijfkoppig voorlopig leiderschapsteam.
Hij speelde een centrale rol in de politieke strategie van Hamas en voerde onderhandelingen, waaronder verzoeningsgesprekken met Fatah en overleg met internationale bemiddelaars zoals Egypte en Qatar, vooral over wapenstilstanden en gevangenenuitwisselingen.

## Standpunten en publieke uitspraken
Al-Hayya heeft zich uitgesproken over het beleid van Hamas. In april 2024 verklaarde hij dat Hamas bereid zou zijn de wapens neer te leggen en zich om te vormen tot een politieke partij als er een onafhankelijke Palestijnse staat zou worden opgericht binnen de grenzen van vóór 1967, inclusief het recht op terugkeer voor Palestijnse vluchtelingen.
Na de aanvallen op Israël op 7 oktober 2023 noemde al-Hayya de operatie een “wonderbaarlijke prestatie” en stelde dat deze nieuwe aandacht op de Palestijnse zaak had gevestigd.

## Persoonlijk leven
Al-Hayya heeft persoonlijk verlies geleden door het aanhoudende conflict. Verschillende familieleden, waaronder twee broers en een zoon, kwamen om bij Israëlische luchtaanvallen tussen 2007 en 2014.
Hij woont momenteel in Doha, Qatar, waar hij een belangrijke rol blijft spelen in de politieke en diplomatieke activiteiten van Hamas.